# The Private Life of the Gannets
The Private Life of the Gannets ist ein britischer Kurzfilm aus dem Jahr 1934. Regie führte der britische Biologe, Philosoph und Schriftsteller Julian Huxley.

## Handlung
Gezeigt werden Tölpel (engl.: gannet), eine Vogelart, die zu den besten Fischjägern der Welt gehört. Die Vögel in diesem Film leben auf einer Felseninsel vor der Küste von Wales.

## Auszeichnungen
1938 wurde der Film in der Kategorie Bester Kurzfilm (One-Reel) mit dem Oscar ausgezeichnet.

## Hintergrund
20th Century Fox wurde auf den Film erst 1937 aufmerksam und brachte ihn in den USA in Umlauf. Der Film ist die erste britische Kurzfilmproduktion, die einen Oscar gewinnen konnte.
Sprecher des Films war A. L. Alexander.
Der Film wurde auch in den USA gezeigt, weil die beschriebene Art, der Basstölpel (Morus bassanus), auch an der Westküste der USA vorkommt.